# Hendrik Petrus Berlage
Hendrik Petrus Berlage (ur. 21 lutego 1856 w Amsterdamie, zm. 12 sierpnia 1934 w 's-Gravenhage) – holenderski architekt historyzmu i wczesnego modernizmu.

## Życiorys
Hendrik Petrus Berlage urodził się 21 lutego 1856 roku w Amsterdamie jako syn Nicolaasa Willema Berlage i Anny Cathariny Bosscha .
Po ukończeniu Hogereburgerschool, w 1874 roku rozpoczął naukę malarstwa w Rijksakademie voor Beeldende Kunsten .
W 1875 roku przerwał studia i wyjechał do Zurychu, by kształcić się na kierunku inżynieryjnym na tamtejszej politechnice . W 1878 roku uzyskał dyplom architekta . Podczas pobytu w Zurychu nauki pobierał m.in. u historyka sztuki Gottfrieda Kinkla (1815–1882) i architekta Juliusa Stadlera (1828–1904), który nauczał w duchu Gottfrieda Sempera (1803–1879) . Teorie Sempera, w szczególności jego praca Der Stil in den technischen und tektonischen Künsten oder Praktische Ästhetik miały duży wpływ na przyszłego architekta . W latach 1879–1881 Berlage odbył podróże studialne przez Niemcy i Włochy .

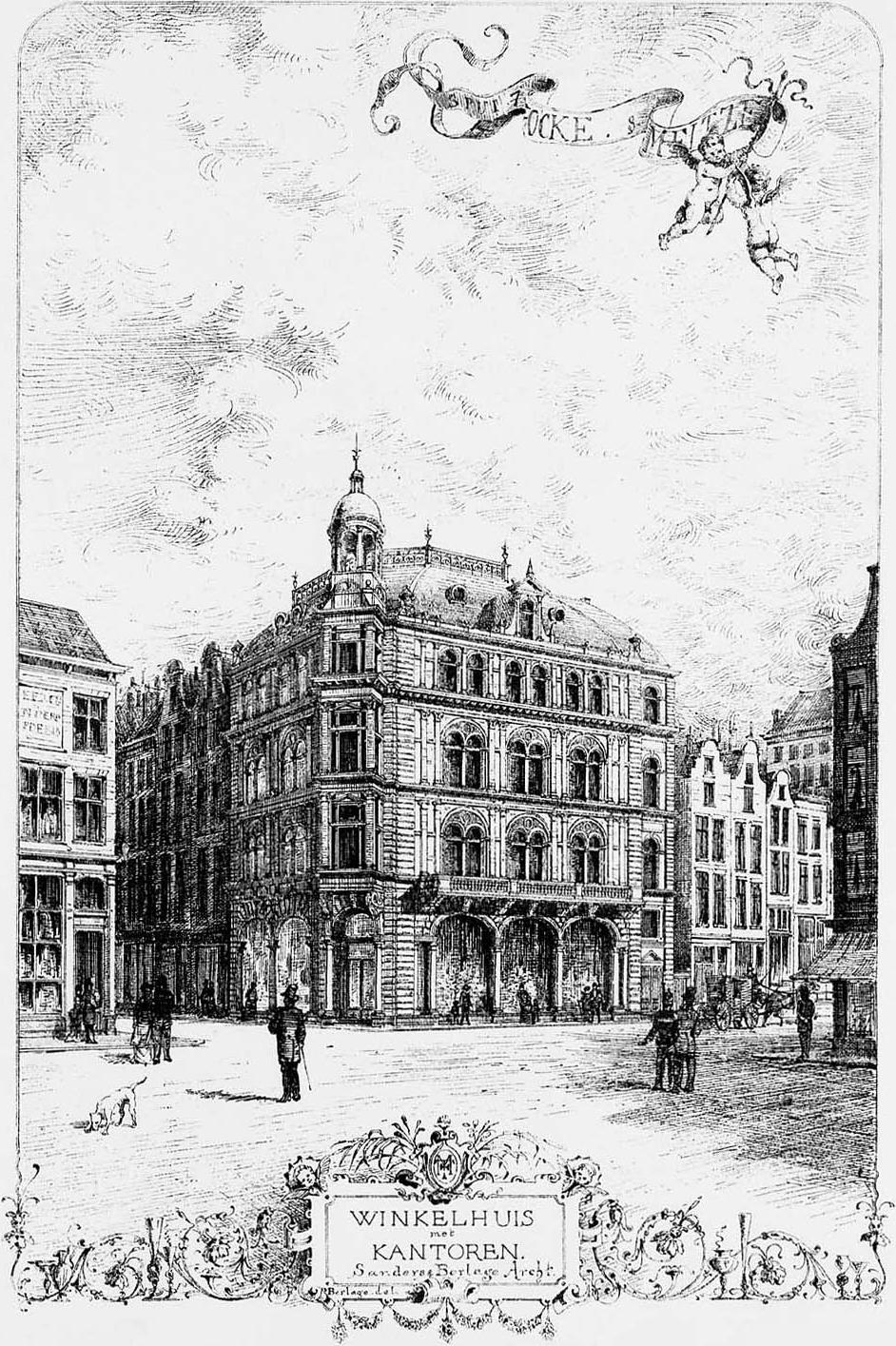
Dom handlowy Focke & Meltzer przy Kalverstraat w Amsterdamie, 1885

W 1881 roku został zatrudniony w pracowni holenderskiego architekta Theodorusa Sandersa (1847–1927) w Amsterdamie . W latach 1884–1889 był partnerem w firmie architektonicznej Sandersa . Początkowo tworzył w popularnym w 2. połowie XIX wieku stylu neorenesansowym – m.in. wraz z Sandersem opracował na konkurs projekt nowego gmachu giełdy (niezrealizowany), projekt domu handlowego Focke & Meltzer w Amsterdamie (1885) i kawiarni „De Hoop” (zburzona) .
Berlage wątpił w sens historyzmu, który jego zdaniem nie pasował do ówczesnej cywilizacji . W 1889 roku zerwał z Sandersem i rozpoczął samodzielną działalność . Duży wpływ na dalszą twórczość Berlage mieli Eugène Viollet-le-Duc (1814–1879) i Pierre Cuypers (1827–1921), zwolennicy „architektury racjonalnej”, skupiającej się na budowie, a nie dekoracjach .
W 1893 roku w swoim wykładzie „Architektura i impresjonizm” argumentował, że nowoczesne społeczeństwo wymaga uproszczonej architektury, że architekt powinien zaprzestać „walki z dawnymi formami” i skoncentrować się na szerszym obrazie . Berlage zaczął rozwijać własny styl, tworząc dekorację z ceglanej struktury muru. Zaprojektował biurowce dla firm ubezpieczeniowych De Algemeene przy Damrak (1892–1894, spalony w 1963) i De Nederlanden van 1845 przy Muntplein w Amsterdamie (1894–1895) oraz Kerkplein w Hadze (1895) . W 1893 roku Berlage zaczął również eksperymentować z elementami dekoracyjnymi w stylu secesji .

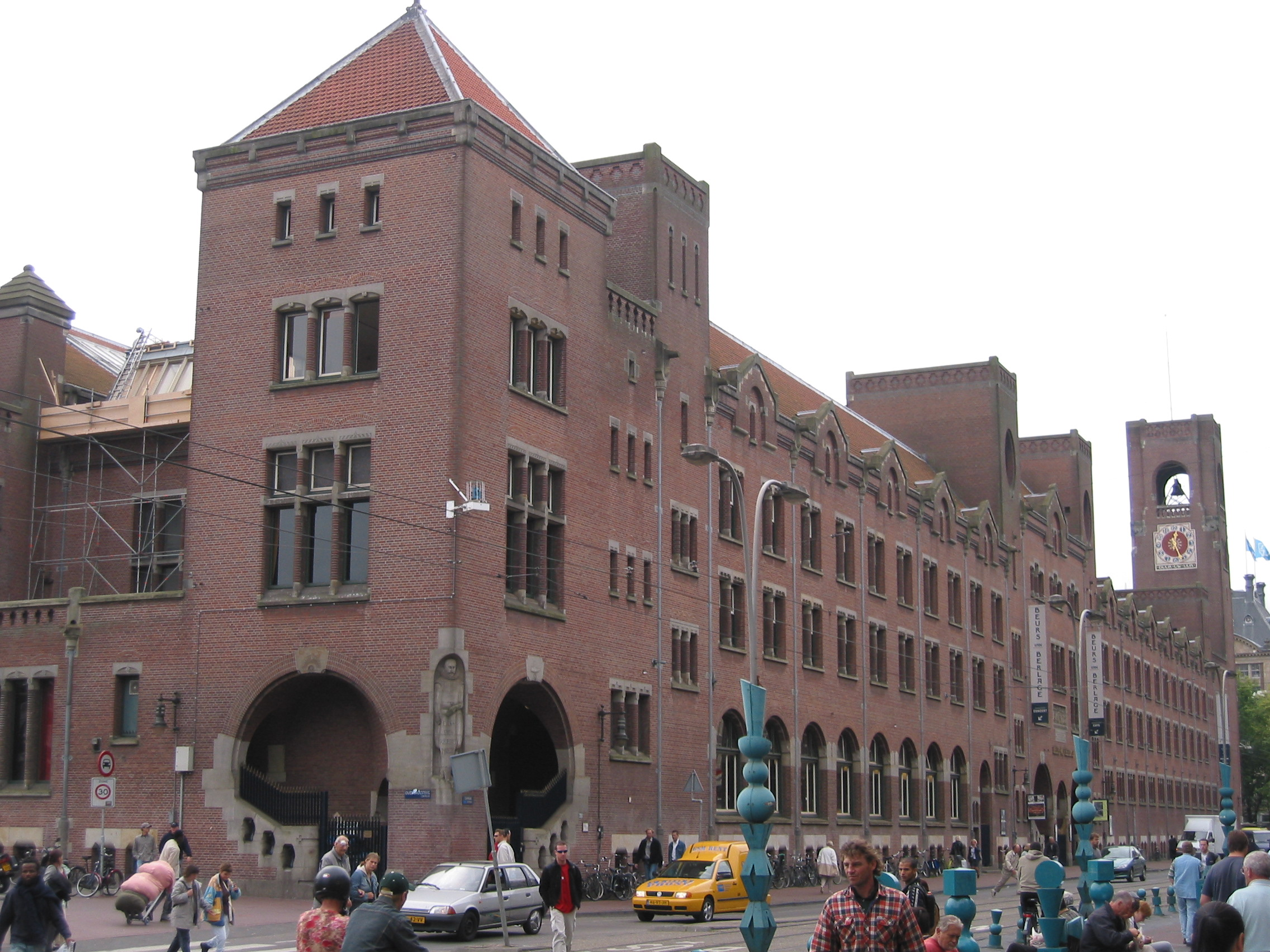
Gmach giełdy w Amsterdamie, 1898–1903

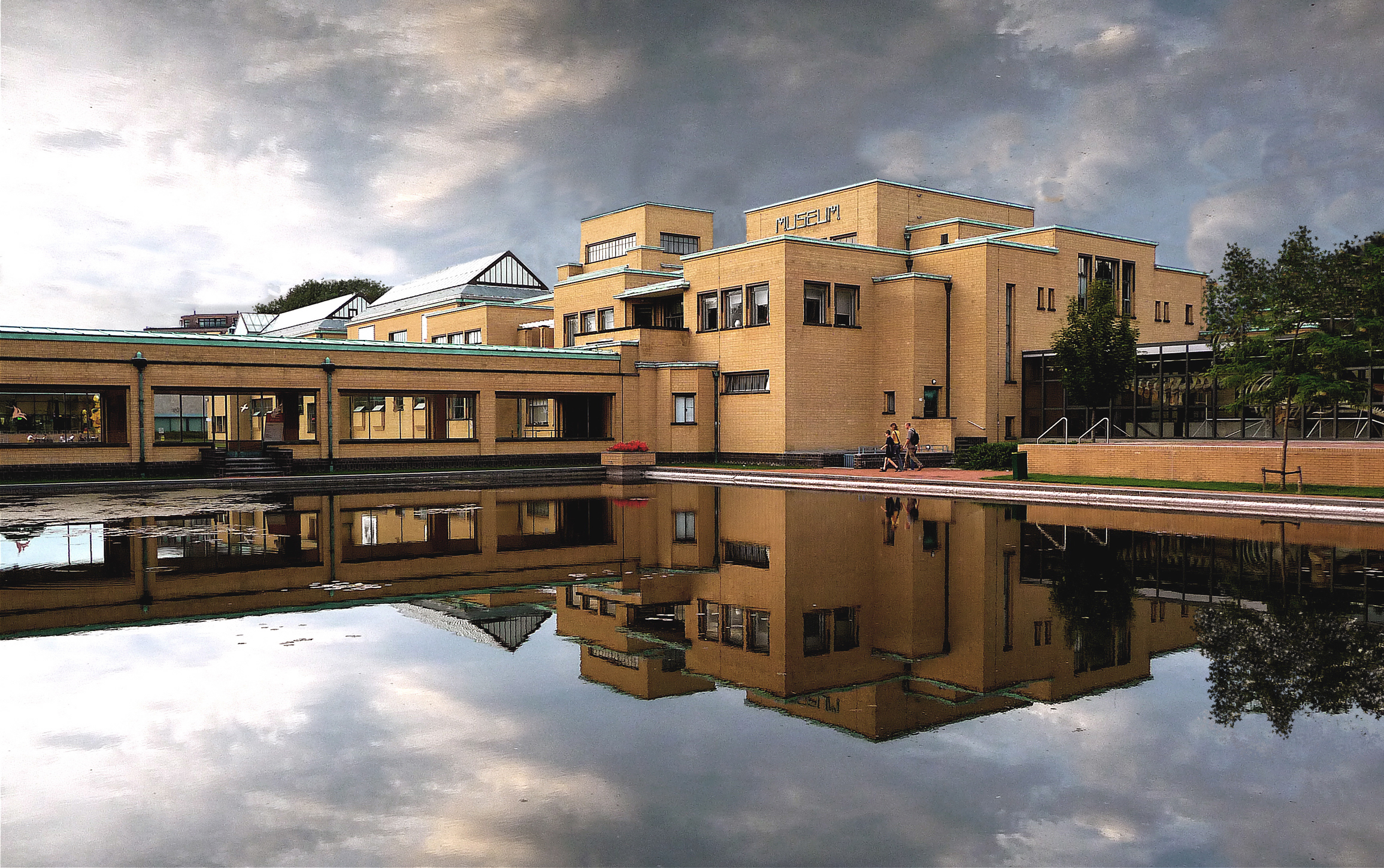
Kunstmuseum Den Haag, 1931–1935

W 1896 roku za sprawą jednego z radnych Amsterdamu Berlage został doradcą ds. budowy nowego gmachu giełdy i sporządził projekt budynku, który został zrealizowany w latach 1898–1903 . Berlage zaproponował gmach z cegły, bez elementów historycznych i dekoracji nieistotnych z punktu widzenia konstrukcji . Charakterystyczne dla tego projektu są zaokrąglone łuki romańskie oraz użycie stali konstrukcyjnej i tradycyjnej cegły . Budynek nie spotkał się z aprobatą opinii publicznej, zarzucano mu m.in. ponury, „koszarowy” styl, natomiast zyskał uznanie architektów i historyków sztuki .
W kolejnych latach Berlage otrzymał wiele zleceń, m.in. zaprojektował gmach Algemeene Nederlandsche Diamantbewerkersbond w Amsterdamie (1898–1900), biura dla De Nederlanden van 1845 w Rotterdamie (1910), Nijmegen (1911), Batawii (1913), Hadze (1925) i Utrechcie (1930) .
W 1911 roku Berlage odbył podróż do Stanów Zjednoczonych, gdzie spotkał się z pracami Louisa Henry’ego Sullivana (1856–1924) i Franka Lloyda Wrighta (1867–1959), które wywarły wpływ na jego późniejsze dzieła . W 1913 roku przeniósł się do Hagi i pracował dla przedsiębiorcy Antona Kröllera i jego żony Helene Müller, projektując dla nich m.in. posiadłość „De Schipborg” w Zuidlaren (1914) . W 1919 roku ich współpraca zakończyła się wskutek nieporozumienia w związku z projektem muzeum Kunstmuseum Den Haag – projekt Berlage został mimo to zrealizowany w latach 1931–1935.
Berlage zajmował się również projektowaniem budynków mieszkalnych i osiedli, opracował m.in. plan rozbudowy Amsterdamu (1915), który został w dużej mierze zrealizowany, oraz plany dla innych miast Hagi, Purmerend, Rotterdamu i Utrechtu . Projektował również meble i tapety .
Zmarł 12 sierpnia 1934 roku w 's-Gravenhage .

## Twórczość
Berlage początkowo projektował w stylu historycznym, by stopniowo odejść w stronę racjonalizmu, oszczędnych form geometrycznych. Stosował zasadę, że budowla i użyte materiały (beton, cegła) muszą tworzyć spójną całość . Jego prace przyczyniły się do rozwoju tzw. szkoły amsterdamskiej i rozkwitu holenderskiej architektury XX wieku .